# Дагджи, Абдулла Сейдаметович
Абдулла Сейдаметович Дагджи (1900, Корбек, Таврическая губерния — 26 июня 1943, Симферополь) — руководитель подпольной организации в Симферополе. Известен под псевдонимом «дядя Володя». Расстрелян нацистами.

## Биография
Родился в 1900 году в селе Корбек (сейчас — Изобильное) Ялтинского уезда.
Окончил партийную школу (1924). Работал в партийных и советских органах. Являлся одним из руководителей винного завода «Массандра». В 1932 году был избран секретарём парткома Балаклавского района. После работал председателем исполкома Ялтинского района.
С приближением нацистских войск к Крыму занимался эвакуацией населения района и развитием подпольной сети. Незадолго до приближения немцев к Симферополю вместе с семьёй перебрался в деревню Стиля. От туда, вместе с членами семей соратников, отправился в Севастополь, чтобы присоединиться к отступающим частям Красной армии. Близ Ялты они попали в окружение и вынуждено ушли в горы, присоединившись к отряду партизан под командованием бывшего начальника отдела милиции Бахчисарая Сеитхалиля Меметова. Спустя некоторое время партизанский штаб поставил перед Дагджи и его сестрой задание — взять в плен старосту деревни Озенбаш, которое они успешно выполнили.
В сентябре 1942 года командование северного соединения партизан направило Дагджи с группой из десяти партизан, включая сестру Зеру, в Симферополь для создания подпольной организации. Дагджи тогда взял псевдоним «дядя Володя». Штаб подпольщиков располагался в трёх километрах от города в селе Кара-Кият.
Подпольная организация «дяди Володи» была одной из самых крупных на полуострове. Устраивала диверсии на железных дорогах и военных объектах оккупанта, снабжала партизан, добывала разведданные. К подпольной работе удалось привлечь работников госпиталя, театра, ряда предприятий, добровольческих подразделений, полиции и Татарского комитета Ялты. Организации удалось собрать 20 тысяч рублей и отправить их в тыл на строительство самолёта.
Организация действовала самостоятельно, вплоть до мая 1943 года, когда другие партизанские группы установили с ней связь. Партизанским командованием перед Дагджи была поставлена задача: начать работу прежде всего в среде крымских татар. «Важным участком пропагандистской и организационной деятельности является работа среди татарского населения, в их полицейских батальонах, в карательных отрядах — вырывать татар из под влияния фашистов» — из письма командования, май 1943 года. К сотрудничеству подпольщикам удалось привлечь младшего офицера, командира роты 147-го батальона шуцманшафта Баки Газиева. Его деятельность сорвала блокаду партизанского аэродрома, за что его рота была расформирована. Газиев также устроил взрыв снарядов под Марьяновкой, после которой он был раскрыт и ушёл в лес.
В организации состояло 35 человек (по другим данным — 78 человек), включая родственников Абдуллы Дагджи. По данным Крымскотатарской энциклопедии Рефика Музафарова группа на 2/3 состояла из крымских татар.
Организация была раскрыта после ареста СД одного из членов. Дагджи и членов его семьи арестовали 12 июня 1943 года. 26 июня 1943 года нацисты казнили Дагджи. Часть других участников организации также повесили, часть скончалась во время пыток, а часть расстреляли в совхозе «Красный».

## Память
Крымский Обком ВКП(б) подавал в ГКО документы на присвоение Дагджи звания Героя Советского Союза, однако звание присвоено не было. В 1966 году 24 активиста крымскотатарского движения подписали письмо к Президиуму Верховного Совета СССР с ходатайством о присвоении Дагджи звания Героя Советского Союза.
В 1998 году улица в микрорайоне Каменка в Симферополе, где селились крымские татары вернувшиеся из депортации, была названа именем Абдуллы Дагджи, ещё одна улица названа в селе Мирном.
В совхозе «Красный» был создан обелиск, однако без имён погибших. На мраморной плите написано: «Коммунистам, комсомольцам, погибшим от зверской расправы немецких фашистов — от комсомольцев Симферопольского района».
В 2017 году Совет старейшин крымских татар Алушты обратился в Главе Республики Крым Сергею Аксенову и главе администрации Алушты Галине Огневой с просьбой увековечить память Дагджи и членов его организации, установив мемориальную плиту в селе Изобильное.
В 2019 году в селе Добрушино прошёл турнир по борьбе самбо памяти Абдуллы Дагджи.